# زينب مبارك
زينب مبارك (مواليد 12 ديسمبر) هي كاتبة وشاعرة وممثلة صوتية ومحركة عرائس مسرحية مصرية، وهي والدة الممثلة مريم الخشت. تخرجت من الجامعة الأمريكية بالقاهرة، وعملت بكتابة حوارات وأغاني العديد من أفلام ومسلسلات الأطفال خاصة أفلام ديزني، حيث أشرفت على فريق الكتاب لبرنامج عالم سمسم للأطفال في بداياته في القاهرة، وقامت بترجمة أفلام ومسلسلات ديزني للدوبلاج منذ عام 1997، فقد قامت بتقديم أصوات شخصيات كرتونية عديدة، واشتهرت بأداء صوت «ملعونة» في النسخة العربية من فيلم الأميرة النائمة،

## أعمالها

### روايات
- نظرة من الغربال

### أعمال كتابية

#### أفلام
- بينوكيو
- عالم نلهو فيه
- مغامرات إكابود والسيد تود
- سندريلا
- سندريلا 2: ويتحقق الحلم
- أليس في بلاد العجائب
- النبيلة والشارد
- النبيلة والشارد 2: انطلاقة سهم
- الاميرة النائمة
- مئة مرقش ومرقش 2: مغامرة بطش في لندن
- السيف المغمور
- مغامرات ويني الدبدوب (الأغاني فقط)
- ويني الدبدوب: أروع المغامرات (الأغاني فقط)
- المغامرة النمورية (الأغاني فقط)
- ويني الدبدوب: حفل الربيع مع روو
- حكاية الهلايف
- المنقذون
- الجميلة والوحش: عيد الميلاد المسحور
- مولان
- جيمس والخوخة العملاقة
- أطلانتس: الإمبراطورية المفقودة
- عيد ميكي الساحر: للثلج أفراح في دار الفار
- ميكي ودار الأشرار
- الأميرة والضفدع
- موانا
- فارس وفادي: سندس في مواجهة العالم

#### أفلام قصيرة
- الملك نبتون
- مملكة الأغاني
- زمار هاملين
- اللمسة الذهبية
- السلحفاة والأرنب
- (بالإشتراك مع آخرين)
- ذئاب وخنازير
- عودة السلحفاة توبي
- الفرسان الثلاثة
- هيواثه الصغير
- الاختراعات الحديثة
- وينكن، بلينكن وتود
- بونجو
- تود وجنون السيارات
- أسطورة فاقد رأسه
- غانم الأسد الخرفاني
- أنا وبين
- بطوط في أرض الرياضيات الساحرة
- الأمير والمسكين

#### مسلسلات
- مغامرات ويني الدبدوب الجديدة (الأغاني فقط)
- البط السري (الأغاني فقط)
- ميكي وأصحابه (بعض الحلقات)
- شلة بط (الأغاني فقط)
- دبدب في البيت الأزرق الكبير
- ورشة ميكي ماوس (بعض الحلقات)
- داندي والسيد ورطة
- يوميات رابونزل (بعض الحلقات)

### أدوار صوتية
- والدة بامبي، بامبي 1
- والدة بامبي، بامبي 2
- ملعونة، الأميرة النائمة
- جرجة، أوليفر وشركاه
- أوردو، المرجل الأسود
- نرجس، البط السري
- أرسولة، دار الفار
- كابتن أمينة، كوكب الكنز المفقود
- ماجي، مزرعة في خطر
- المدربة العسكرية، زوتروبوليس
- خوخة، البحث عن نيمو
- الملكة كلثوم، جنيات ديزني
- العميلة كاف، البديل
- ريحانة، صوفيا الأولى

## جوائز
- جائزة اتحاد الكتاب، عن فصة «فوزي»[1]